# Pallas Atena i centaur
Pallas Atena i centaur, też Pallas Medicea (wł. Pallade e il centauro) – obraz autorstwa Sandra Botticellego namalowany ok. 1485 roku.
Obraz, odnaleziony w 1895 roku, został namalowany na zlecenie Wawrzyńca Wspaniałego. Ze spisu sporządzonego w 1499 roku (odnalezionego w 1979 roku) wynika, iż znajdował się w willi Villa Medicea di Castello, która należała do Lorenza i Giovanniego di Perifrancesca, obok innego obrazu tego samego autora, Wiosna.
Dzieło przedstawia dwie postacie – Atenę lub Minerwę, boginię mądrości, a jednocześnie Kamilę, bohaterkę Eneidy Wergiliusza. Drugą postacią jest Centaur. Obraz jest alegorią triumfu cnoty nad przywarą. Mądrość Ateny lub czystość Kamilii poskramia zawstydzonego Centaura będącego chciwą mieszanką człowieka i zwierzęcia. Alegoryczny i duchowy wymiar potęguje i odzwierciedla tło obrazu – popękane skały i sielankowy krajobraz.

## Symbolizm obrazu
Centaur był ważną postacią w kulcie Dionizosa. Centaur Falos strzegł wazy obrzędowej, symbolu bożka. W średniowieczu centaur był kojarzony ze zmysłowością. W epoce odrodzenia uchodził za symbol nieczystości i ślepoty równoznacznej z ignorancją. Atena na obrazie trzyma Centaura za kosmyk włosów. Włosy były symbolem mądrości lub siły. Gest bogini oznacza przeniesienie wiedzy ze sfery misteriów i Dionizji do rozumu.